# Leon Hirszman
Leon Hirszman (Rio de Janeiro, 22 novembre 1937 – Rio de Janeiro, 15 settembre 1987) è stato un regista, sceneggiatore e produttore cinematografico brasiliano.

## Biografia
Nato e cresciuto a Rio de Janeiro da genitori polacchi d'origine ebraica, Chaim Josek Hirszman e Sura Ryvka, Hirszman fu uno degli esponenti di spicco del Cinema Novo, movimento di rinnovo della scena cinematografica brasiliana. Vinse per il film Non portano lo smoking il Leone d'argento - Gran premio della giuria alla 38ª Mostra internazionale d'arte cinematografica di Venezia.
Morì per complicazioni da HIV a 49 anni.

## Filmografia parziale
- Cinco vezes favela (episodio "Pedreira de São Diego") (1962)
- Maioria Absoluta (Absolute Majority, 1964)
- A Falecida (1965)
- Garota de Ipanema (1967)
- São Bernardo (1972)
- Que País É Este? (1976)
- Non portano lo smoking (Eles Não Usam Black-tie) (1981)
- Imagens do Inconsciente (1987)
- ABC da Greve (1990) (uscito postumo)